# Elsberg (Veluwe)
De Elsberg is een heuvel (87,5 m NAP) in het Nationaal Park Veluwezoom, nabij Laag-Soeren.

## Uitkijkpunt
Op de heuvel bevindt zich een overdekt uitkijkpunt vanwaar men een uitgebreid panoramisch zicht over de Rheder- en Worthrhederheide en omliggende bossen. In de herfst komen hier veel mensen kijken naar de bronst van de edelherten.